# Estación de Rueda de Jalón-Lumpiaque
Rueda de Jalón-Lumpiaque es un apeadero ferroviario situado en el municipio español de Rueda de Jalón en la provincia de Zaragoza, comunidad autónoma de Aragón. Cuenta con servicios de Media Distancia.

## Situación ferroviaria
La estación se encuentra en el punto kilométrico 299,4 de la línea férrea de ancho ibérico que une Madrid con Barcelona a 292 metros de altitud, entre las estaciones de Épila y de Plasencia de Jalón.
El tramo es de doble vía y está electrificado. Los cambios de andén se realizan a nivel.

## Historia
La estación fue inaugurada el 25 de mayo de 1863 con la apertura del tramo Medinaceli - Zaragoza de la línea férrea Madrid-Zaragoza por parte de la Compañía de los Ferrocarriles de Madrid a Zaragoza y Alicante o MZA. En 1941, la nacionalización del ferrocarril en España supuso la integración de la compañía en la recién creada RENFE.

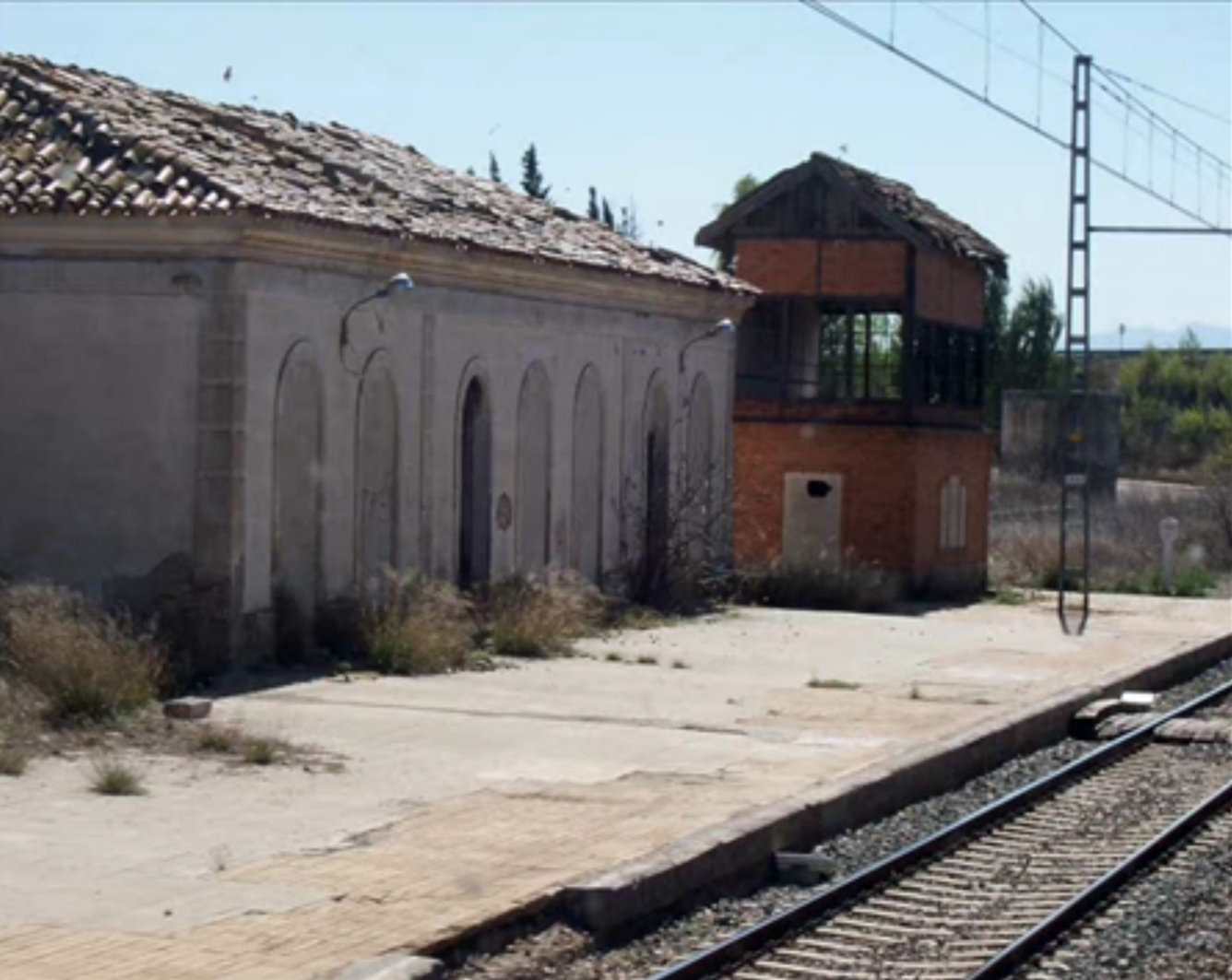
Estación de Rueda de Jalón-Lumpiaque antes de su demolición

Desde el 31 de diciembre de 2004 Renfe Operadora explota la línea mientras que Adif es la titular de las instalaciones ferroviarias.
En 2009 la antigua estación y su torre de enclavamientos fueron demolidas y la estación saneada, en un intento de Adif de mejorar el entorno de la estación, muy deteriorada por el abandono.

## Servicios ferroviarios

### Media Distancia
Renfe presta servicios de Media Distancia gracias a un tren Regional.
Dicho trayecto, Zaragoza-Arcos de Jalón, se realiza una vez al día por sentido con antiguos Intercity reconvertidos a regionales, los trenes de la serie 448 de Renfe.
A modo de ejemplo, el tiempo que se invierte en hacer el recorrido hasta Arcos de Jalón es de 1h y 40'. Hasta Zaragoza-Delicias el tiempo invertido es de 30'.
| Línea MD | Trenes   | Origen/Destino |  | Destino/Origen      |
| -------- | -------- | -------------- |  | ------------------- |
|          | Regional | Arcos de Jalón |  | Zaragoza-Miraflores |